# Swerewo (Kaliningrad, Prawdinsk)
Swerewo (russisch Зверево, deutsch Wandlacken) ist ein Ort in der russischen Oblast Kaliningrad (Gebiet Königsberg (Preußen)). Er liegt im Rajon Prawdinsk (Kreis Friedland (Ostpr.)) und gehört zur Gorodskoje posselenije Schelesnodoroschnoje (Stadtgemeinde Schelesnodoroschny (Gerdauen)).

## Geographische Lage
Swerewo liegt sechs Kilometer östlich von Schelesnodoroschny (Gerdauen) an der russischen Fernstraße A 196 (ehemalige deutsche Reichsstraße 131). Vom früheren Wandlacken führte vor 1945 eine Straße in südlicher Richtung, die eine Verbindung zu den Orten Assaunen (heute polnisch: Asuny) und Aftinten (Aptynty) an der jetzigen polnischen Woiwodschaftsstraße 591 (ehemalige Reichsstraße 141) herstellte, heute jedoch von der russisch-polnischen Staatsgrenze durchschnitten wird. 
Vor 1945 war Wandlacken Bahnstation an der Bahnstrecke von Königsberg (Kaliningrad) über Löwenhagen (Komsomolsk) und Gerdauen nach Angerburg (Węgorzewo), die nicht mehr in Betrieb ist.

## Ortsname
Die deutsche Ortsbezeichnung erinnert an die Lage Wandlackens im vormals prußischen Stammesgebiet Barta. Der Name beschreibt „feuchtes Gebiet“ (undan/wundan = Wasser, laukas/lack = Acker, Feld, Gehöft).

## Geschichte
Das ehemalige Gutsdorf Wandlacken war zwischen 1874 und 1930 auch Amtsdorf für den Amtsbezirk Wandlacken, der zum Landkreis Gerdauen im Regierungsbezirk Königsberg in der preußischen Provinz Ostpreußen gehörte. Im Jahre 1910 lebten in Wandlacken 389 Einwohner.
Im Jahre 1930 wurde der Verwaltungssitz des Amtsbezirks nach Altendorf (russisch: Wischnjowoje) verlegt.
1933 lebten in der Gemeinde Wandlacken 578, 1939 noch 569 Menschen. Bis 1945 gehörten zur Gemeinde Wandlacken die Ortsteile Bawien (1938–1945 Bauden, russisch: Nikitino), Klinthenen (Snamenka), Linde (Michailowka), Rehfließ und Wickerau (Tscherkassowka).
1945 kam Wandlacken innerhalb des nördlichen Ostpreußens zur Sowjetunion und erhielt 1950 den russischen Namen „Swerewo“.  Bis 2009 war der Ort innerhalb der seit 1991/92 russischen Oblast Kaliningrad in den Wischnjowski sowjet (Dorfsowjet Wischnjowoje (Altendorf)) eingegliedert, ist seither – aufgrund einer Struktur- und Verwaltungsreform – eine als „Siedlung“ (possjolok) eingestufte Ortschaft innerhalb der Gorodskoje posselenije Schelesnodoroschnoje (Stadtgemeinde Schelesnodoroschny (Gerdauen)) im Rajon Prawdinsk.

## Amtsbezirk Wandlacken
Als am 9. April 1874 der Amtsbezirk Wandlacken gebildet wurde, gehörten dazu:
| Name (bis 1946) | Heutiger Name  |
| --------------- | -------------- |
| Landgemeinden:  |                |
| Klinthenen      | Snamenka       |
| Prätlack        | Krymskoje      |
| Schiffus        | Siwoszewo *)   |
| Gutsbezirk:     |                |
| Wandlacken      | Swerewo        |
| Vorwerke:       |                |
| Linde           | Michailowka    |
| Wickerau        | Tscherkassowka |

 *) = liegt heute auf polnischem Gebiet
Am 18. Mai 1930 wurde der Amtsbezirk Wandlacken in „Amtsbezirk Altendorf“ (russisch: Wischnjowoje) umbenannt.

## Kirche
Die überwiegende Mehrheit der Bevölkerung Wandlackens war vor 1945 evangelischer Konfession. Das Dorf war in das Kirchspiel der heute auf polnischem Staatsgebiet gelegenen Kirche Assaunen (polnisch: Asuny) eingepfarrt und gehörte zum Kirchenkreis Gerdauen innerhalb der Kirchenprovinz Ostpreußen der Kirche der Altpreußischen Union.
Das heutige Swerewo liegt in der Kirchenregion Tschernjachowsk (Insterburg) innerhalb der Propstei Kaliningrad der Evangelisch-Lutherischen Kirche Europäisches Russland (ELKER).